# Košelev
Košelev (rusky Кошелев) je v současnosti neaktivní stratovulkanický komplex, sestávající ze čtyř stratovulkánů seřazených v linii východ-západ, nacházející se v jižní části ruského poloostrova Kamčatka. Komplex leží na starším, pleistocenním štítovém vulkánu. Na západním svahu samotného vulkánu Košelev (který je zároveň nejvyšším bodem komplexu) a v okolí vrcholového kráteru struskového kužele Valentin se nacházejí četná hydrotermální pole. Jediná zaznamenaná erupce se datuje na konec 17. století.